# NGC 5655
NGC 5655 (другие обозначения — UGC 9333, MCG 2-37-20, ZWG 75.60, KUG 1428+141, IRAS14284+1411, PGC 51857) — спиральная галактика (Sc) в созвездии Волопас.
Этот объект входит в число перечисленных в оригинальной редакции «Нового общего каталога».